# Karl August Freundlich
Carl August Freundlich, född 20 juni 1825 i Euseküll (estniska: Õisu mõis) i Livland (nuvarande Estland), död 2 juni 1898 i Tsarskoje Selo, Ryssland, var en baltisk trädgårdsmästare som arbetade åt ryske tsaren under 1800-talet. Han sysslade bland annat med att förädla pimpinellrosor.
Freundlich lärde sig trädgårdsskötsel av sin far som var trädgårdsmästare och förvaltare på godset Euseküll. Han flyttade som nittonåring till Sankt Petersburg och tog anställning vid olika trädgårdsmästerier. I slutet av 1840-talet blev han hovträdgårdsmästare vid tsarens sommarresidens, slottet i Tsarskoje Selo. 1852 efterhörde slottsförvaltaren generaladjutant Sacharschwensky om det var möjligt att lokalt förädla rosor eftersom import var förenat med svårigheter på grund av långa transporter. Uppdraget gick till Freundlich som 1855 hade de första rosplantorna färdiga. Han utvecklade därefter förädlingen av rosa canina och fick fram ett sortiment. 1867 beviljades han rätten att även öppna en egen handelsträdgård. Hans inflytande över trädgårdskonsten och rosförädlingen i Ryssland var betydande. Vid den internationella utställningen 1869 i Sankt Petersburg erhöll han högsta pris och vid den internationella trädgårdsutställningen 1884 fick han tsarens pris.
Enligt Eduard Regel (i Gartenflora 1862) var de av Freundlich uppdragna sorterna tåliga och mycket lämpliga i nordliga kalla klimat. Regel (då biträdande chef för botaniska trädgården i Petersburg) nämnde elva sorter med namn. Här finns Hofgärtner Freundlich och Schöne von Zarskoë. Vidare bland annat Carnea hispida, Alba plena ('helvit'), Kermesina (karmosinröd), Hispida bicolor, Rosea grandiflora och Carnea maxima. Den mångfald av vackra sorter som Freundlich tillhandahöll fick avsättning inte enbart i huvudstadsområdet Petersburg och Ryssland i övrigt utan nådde även dåvarande storfurstendömet Finland. Inom finländsk forskning kring äldre rossorter har framhållits att den i Finland sedan 1800-talet spridda och mycket uppskattade midsommarrosen (juhannusruusu) eller Finlands vita ros sannolikt har sitt ursprung i Freundlichs Alba plena. Sommarrosen och pimpinellrosorna är ett ofta använt motiv i Finland i bland annat tapeter, tyger, servetter m.m. och den "vita rosen" en nationell symbol.